# Tempête Lothar
Pour les articles homonymes, voir Tempête (homonymie).
La tempête Lothar, nom donné par les météorologistes européens, est une tempête synoptique hivernale à caractère explosif qui a touché l'Europe de l'Ouest, la première des deux tempêtes de fin décembre 1999 en Europe. Ses vents moyens atteignant jusqu'à 115 km/h dans les terres (Orly), mais avec des rafales dépassant 150 km/h de force quasiment équivalente à un ouragan de catégorie 2, , ont dévasté dans la journée du 26 décembre 1999 le nord de la France, de la Suisse et l’Allemagne. Ils causèrent des dommages importants, en particulier aux forêts, avec des rafales atteignant en plaine 180 km/h à Saint-Sylvain et jusqu'à 259 km/h (au mont Wendelstein dans les Préalpes bavaroises) et 272 km/h (au mont Hohentwiel au nord du lac de Constance dans le Bade-Wurtemberg) en altitude selon les sources.
Lothar s'est déplacé à 100 km/h sur un axe Bretagne (vers 4 h) - Lorraine (vers 9 h) et Alsace (11 h) avec un front mesurant 150 km de large.
Ce système explosif n'était pas un ouragan (cyclone tropical), bien que ce nom lui soit donné par certains, mais une dépression explosive des latitudes moyennes exceptionnellement intense pour l'Europe,. Elle a été suivie le lendemain d'une seconde tempête nommée Martin qui a durement éprouvé le sud de la France, l'Espagne et le nord de l'Italie.

## Situation météorologique
Du 26 au 28 décembre 1999, les cyclones extra-tropicaux Lothar et Martin ont affecté l’Europe de l’Ouest. À partir du 20 décembre 1999, la dépression d'Islande se renforce et crée un fort contraste de température le long d'un front polaire à travers l'Atlantique. Pendant ce temps, un anticyclone recouvre l’Europe centrale et orientale. Le 24 décembre 1999, l'anticyclone se décale vers l'est ce qui permet un déplacement de la zone frontale vers l'Europe. Le long de ce front une première dépression, prénommée Kurt, affecte l'Europe de l'Ouest.
Tard le 24 décembre, une onde dans la circulation se développa dans la basse troposphère au sud de la Nouvelle-Écosse le long de la même zone frontale. Elle se déplaça rapidement vers l'est tout en se renforçant, aidée par un environnement favorable où un approvisionnement durable d'air froid polaire et d'air subtropical chaud et humide se rencontrait. Le 25 décembre, l'onde devint une dépression de pression centrale de 995 hPa. Selon la tradition européenne, l'Institut météorologique de l'université libre de Berlin donne un nom aux dépressions hivernales, et ce fut « Lothar » dans ce cas. 
Lothar se déplaça rapidement, poussée par un fort courant-jet dans la matinée du 26 décembre, à une vitesse proche de 130 km/h. Elle atteignit une pression centrale de 985 hPa à quelque 300 km au sud de l'Irlande. À l’approche des côtes du nord-ouest de la France, la tempête a ralenti pour atteindre 97 km/h avant de commencer une phase d’intensification rapide. La pression centrale a chuté de 32 hPa en 8 heures, tombant à 960 hPa durant la période de passage de la tempête au-dessus de Paris, ce qui correspond à la définition d'une bombe météorologique,. Son creusement s'est accentué sur terre en raison d'une interaction forte avec le courant jet d'altitude qui était proche de 400 km/h à 9 000 m d'altitude,.
Lothar était extrêmement intense et ne faisait que 300 km de diamètre, bien inférieur au diamètre de la majorité habituelle pour une dépression des latitudes moyennes. Son intensification rapide a engendré un gradient de pression interne comparable à ce que l’on observe dans les ouragans de catégorie 2. Des vents exceptionnellement forts ont été enregistrés dans une zone de 150 km située au sud du centre de la dépression. 
Avant la dissipation de Lothar, une nouvelle perturbation s'est créée près de l’endroit où Lothar s’était formé. Cette tempête, appelée Martin, a emprunté un trajet à 200 km au sud de Lothar et a atteint sa pression minimale enregistrée de 964 hPa. Ses vents étaient d’intensité maximale à l’approche des côtes françaises dans la soirée du 27 décembre comparables à celles de Lothar : 190 km/h sur les côtes et 158 km/h à l’intérieur des terres.

## Prévision
Après les problèmes de la Tempête de 1987, les services météorologiques européens ont beaucoup amélioré leurs modèles de prévision numérique du temps et Météo-France a prévu Lothar. Les guides numériques de prévision pour Lothar ont été médiocres à cause de l’instabilité extrême de l’atmosphère. Certaines prévisions tablaient sur un passage du front au-dessus du Royaume-Uni tandis que d’autres ne signalaient même pas d’intensification possible de la dépression et des vents associés. 
Cependant, l’intensité du courant-jet, avait été prévue neuf jours auparavant par le Centre européen de prévision météorologique à moyen terme (CEPMMT) et les météorologues français, utilisant les modèles ainsi que les variations de températures et de pression exceptionnelles, ont pu envoyer une alerte météorologique avec 24 heures de préavis et ont travaillé en contact étroit avec les services de la sécurité civile. Malgré tout, les prévisions de vitesse de vent n’étaient que de 90 à 130 km/h au lieu des vitesses observées entre 125 et 175 km/h. Après la tempête, les prévisionnistes se sont demandé si l’apport supplémentaire de données côtières aurait pu améliorer les prévisions ou si le développement dramatique de cette tempête dépassait les capacités des modèles numériques opérationnels de prévision.
Des lacunes dans la diffusion de cette alerte, et de celle pour Martin moins de deux jours plus tard, a amené à la mise sur pied du programme de vigilance météorologique de Météo France le 1er octobre 2001 pour mieux toucher le public. 
D'autre part, les services météorologiques allemands ont été critiqués pour ne pas avoir émis des avertissements pour Lothar.

## Rafales enregistrées
Selon les services météorologiques des pays cités :

## Dégâts
| Nationalité | Morts                                                                              |
| ----------- | ---------------------------------------------------------------------------------- |
| France      | 53                                                                                 |
| Suisse      | 29 (14 directement et 15 autres victimes lors des travaux de déblaiement en forêt) |
| Allemagne   | Au moins 17                                                                        |

- Les pertes économiques furent estimées à 5,9 milliards euros (1999)[2] ;
- Les arbres abattus[16],[17],[18] :
  - Bade-Wurtemberg en Allemagne, 25 millions de mètres cubes ;
  - France : il n'y a pas de séparation des dégâts entre les tempêtes Martin et Lothar qui se sont succédé en fin décembre 1999. On rapporte de 115 à 140 millions de mètres cubes de bois abattus au total pour les deux systèmes, l'équivalent d'un convoi ferroviaire ininterrompu d’Oslo à Gibraltar ;
  - Suisse, 13 millions de mètres cubes de bois.

Cette tempête est la plus forte jamais enregistrée en Europe depuis que des relevés météorologiques fiables existent. Avant cela, le premier évènement apparemment comparable serait la Grande tempête de 1703 survenue les 7 et 8 décembre 1703 en Bretagne et dans le sud de l'Angleterre (plus de 8 500 victimes).

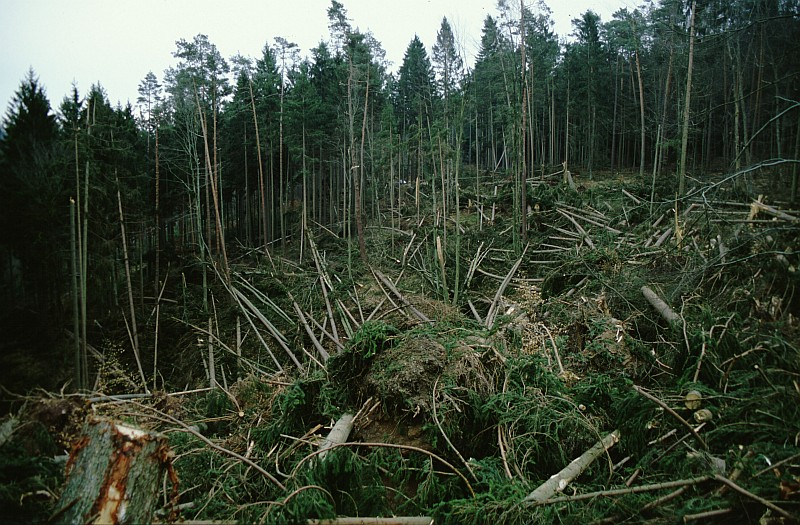
Chablis dans une forêt de Arenbachtal dans le Bade-Wurtenberg après la tempête.
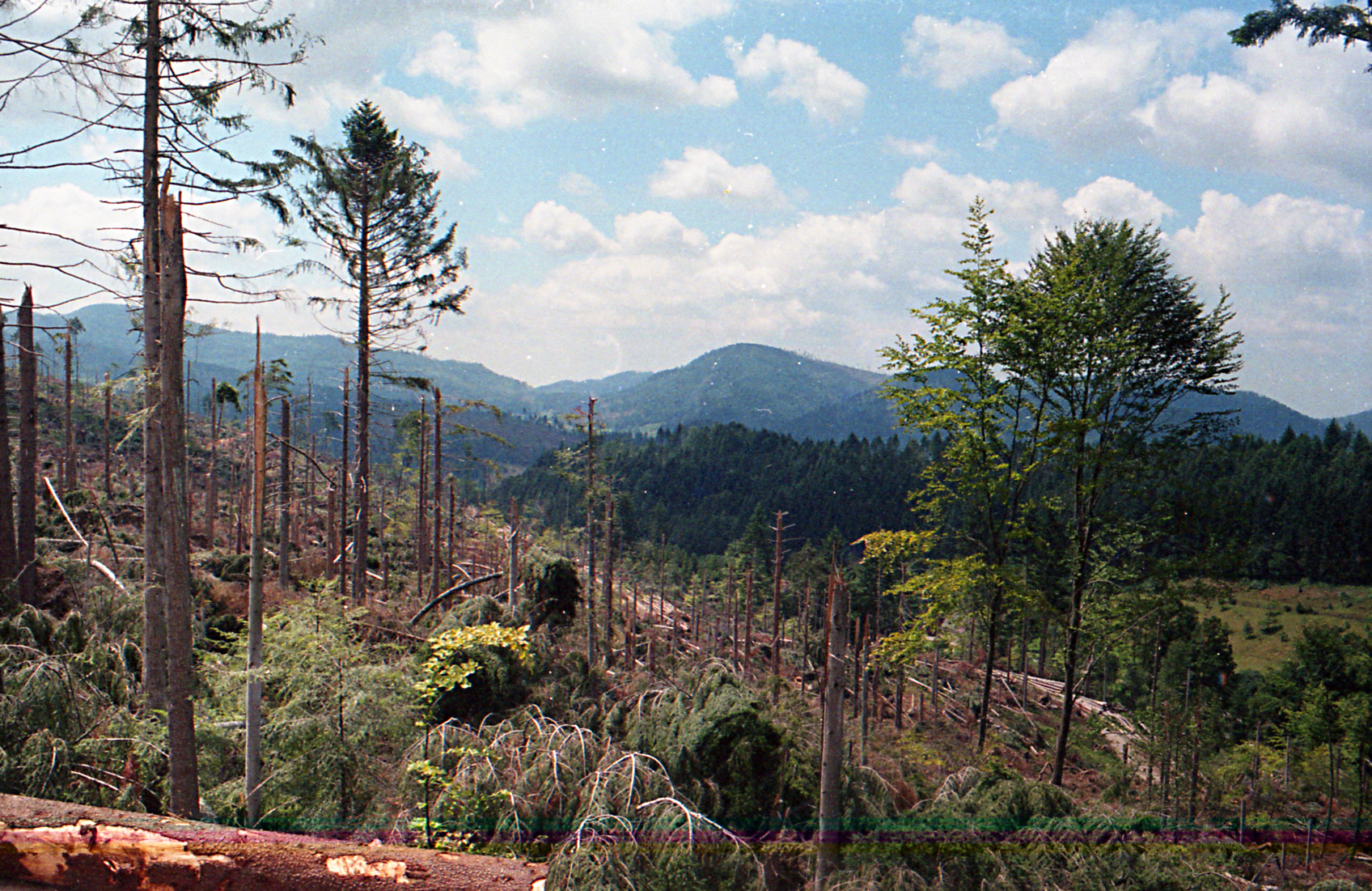
Travaux de déblaiement dans un chablis en Forêt Noire près de Baden-Baden.
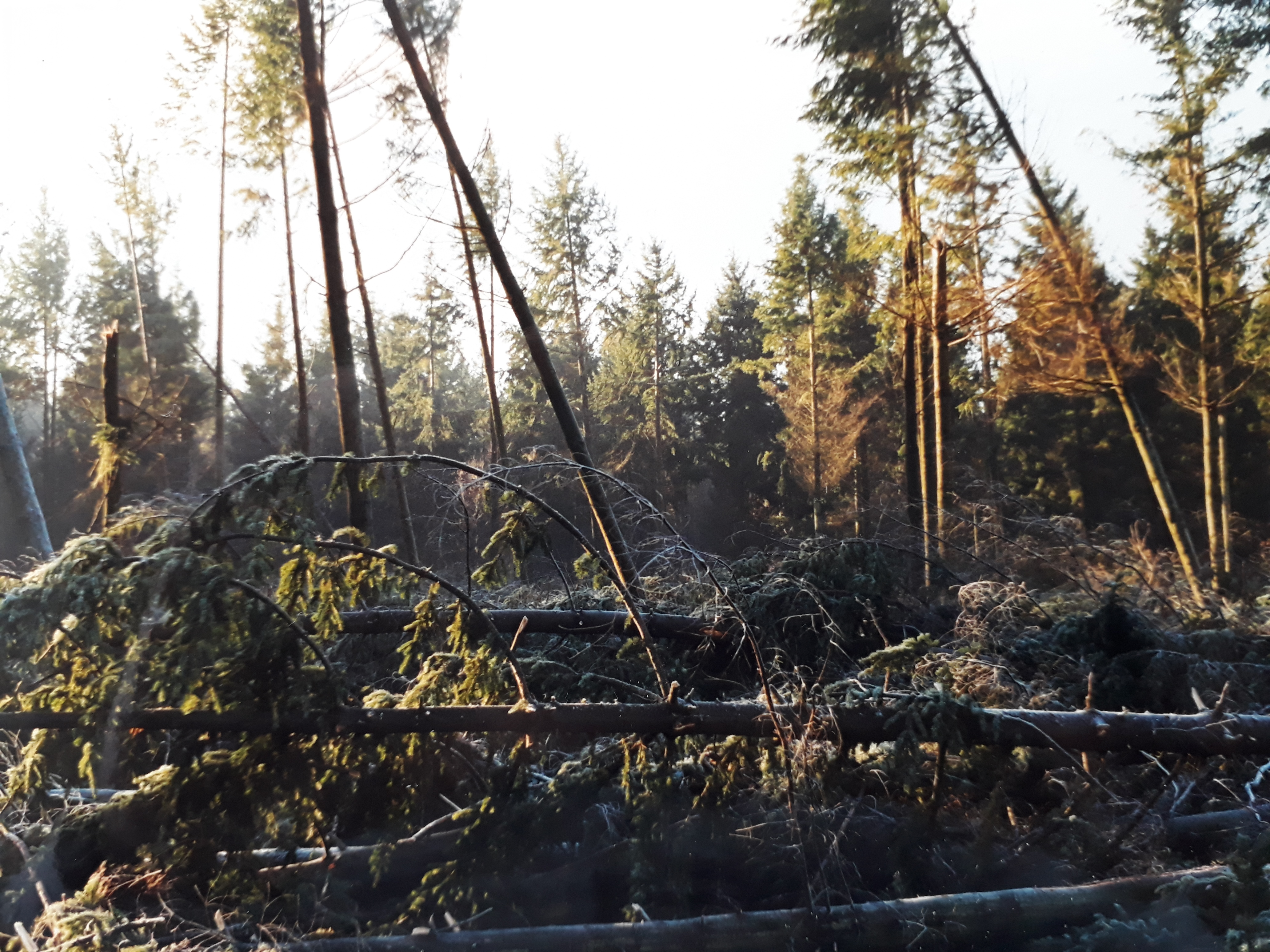
Parcelle de sapins Douglas renversés par la tempête Lothar du 26 décembre 1999 en forêt de Fréteval, Loir-et-Cher, France.

## L'aprèsLothar
La région du Schliffkopf dans la Forêt-Noire se trouve dans le Bade-Wurtemberg en Allemagne. Elle est connue pour ses forêts et ses nappes d'eau souterraines, et, depuis 1938, déclarée zone protégée de la nature. 
À la fin de juin 2003 fut ouvert sur les lieux, un parcours d'observation nommé le « Lotharpfad ». La tempête Lothar, dont les vents de force d'ouragan ont atteint 272 km/h au mont Hohentwiel au nord du lac de Constance, a lourdement atteint la région en 1999, et, en parcourant ce sentier d'observation de 800 m de long, les visiteurs peuvent découvrir près de 10 ha (100 000 m2) dévastés par la tempête.